# Neptis magnata
Neptis magnata är en fjärilsart som beskrevs av Heyne 1895. Neptis magnata ingår i släktet Neptis och familjen praktfjärilar. Inga underarter finns listade i Catalogue of Life.